# Gonzalo-Pizarro-Expedition
Die Gonzalo-Pizarro-Expedition (auch Zimtland-Expedition) von 1540 bis 1542 führte ins unerforschte Tiefland am oberen Amazonas jenseits der nördlichen Anden unter der Leitung von Gonzalo Pizarro (einem der vier Pizarro-Brüder). Er war auf der Suche nach dem legendären Zimtland und dem Goldland Eldorado.

## Ziel
Im Jahr 1540 hatten die Spanier das gesamte Inkareich unter ihre Kontrolle gebracht. Francisco Pizarro herrschte unangefochten im „Gouvernement Neukastilien“, wie das Land nun genannt wurde. Mit Pizarros Erlaubnis begannen einige Konquistadoren nun neue Expeditionen in unbekannte Gebiete, in der Hoffnung, dort ähnliche Reichtümer wie in Peru zu finden. Auch sein Bruder Gonzalo, den er als Statthalter ins nördliche Quito entsandt hatte, stellte eine Expedition ins Innere des Kontinents zusammen. Die dort ansässigen Indios sollten reich an Gold sein (der Mythos von Eldorado entstand zu dieser Zeit), außerdem gab es Berichte, dass dort riesige Zimtbäume wuchsen. Zimt war damals sehr begehrt und daher sehr kostbar.

## Botanische Identität
Der heutigen Botanik ist bekannt, dass die Gattung der Zimtbäume nur in Asien wächst. Die „Zimtproben“, die Pizarro auf seine Reise lockten, stammten offenbar von anderen aromatischen Bäumen. Man nimmt an, dass es sich dabei um Vertreter der Lorbeergewächse gehandelt hat, zu denen auch Zimt gehört, wahrscheinlich aus der Gattung Ocotea.
In Südamerika findet man einige Ocotea-Arten mit aromatischer Rinde, die als Gewürz geeignet wären; allerdings konnte sich bisher keine davon in der Küche etablieren. Ocotea sassafras und Ocotea pretiosa enthalten Safrol, das ihnen ein würziges Aroma nach Anis verleiht, und werden als Quellen für Safrol kommerziell genutzt. Die Art Ocotea quixos enthält Zimtaldehyd und riecht entsprechend nach Zimt. Man kann aber nicht mit Sicherheit sagen, welcher Art das Ziel von Pizarros Expedition war.

## Expedition
Die Gonzalo-Pizarro-Expedition brach 1540 von Quito aus auf. Ihn begleiteten nach Schätzungen ca. 350 Spanier (200 Reiter und 150 Fußsoldaten) und 4000 Indianer sowie ca. 3000 Begleittiere (Bluthunde, Lamas und Schweine). Am Río Coca sollen sie sich in einer Omagua-Siedlung über längere Zeit aufgehalten haben, bevor sie diese niederbrannten. 
Am vermeintlichen Ziel waren nach Expeditionsberichten die „Zimtbäume“ angeblich zu dicht nebeneinander, um gefällt zu werden. Auch ließen sie sich schlecht entrinden, woraufhin Pizarro das Projekt abbrach. Stattdessen beschloss er aufgrund von Lokalerzählungen, eine Expedition zu einem angeblichen Goldland namens „Curicuri“ zu starten.
Im Oktober 1541 erreichte die Expedition den Río Napo. Da dieser zu tief für eine Überquerung war, musste die Mannschaft ein Schiff bauen. Francisco de Orellana leitete den Bau, da Gonzalo Pizarro während der Reise an schwerem Fieber erkrankte. Der Zimmermann Juan de Alcántara soll die Hufeisen und die Steigbügel der toten Pferde zu Nägeln verarbeitet haben. 
Am 10. Dezember 1541 war die Brigantine „San Pedro“ vollendet. Laut Expeditionsbericht brach die Expedition am 25. Dezember auf. Das Kommando über 57 Mann (nach anderen Angaben auch 51 Männer) erhielt der Truppenführer Francisco de Orellana mit dem Auftrag, Lebensmittel zu beschaffen. Unter den Männern auf dem Schiff waren Pater Carvajal und Sánchez de Vargas. Der Rest der Männer verblieb bei Pizarro. 
Am 1. Januar 1542 erreichte die „San Pedro“ den Amazonas. Sie waren die ersten Europäer, die den Amazonas befuhren, weshalb der Amazonas auch eine Zeitlang nach dem Anführer der Expedition Rio Orellana genannt wurde. Angesichts der teils reißenden Strömung erschien eine Rückkehr zu Pizzaros Lager kaum möglich. Die Mannschaft beschloss, ein zweites, kleineres Schiff namens Victoria zu bauen.
Nach umstrittenen Angaben des Dominikaners Gaspar de Carvajal sollen sie am Mündungsdelta des Rio Jamundá hellhäutigen Indianerinnen begegnet sein. Diese verteidigten ihr angebliches Reich „Coniupuara“ mit der Königin „Coñori“. Wahrscheinlich erfand er jedoch diese „Amazonen“ (möglicherweise vom Wort „Amassonas“ abgeleitet), um zu belegen, warum sie nicht zu Pizzaros Lager zurückkehren konnten.
Am 11. September 1542 erreichten die San Pedro und die Victoria den Atlantik. Sie waren etwa 260 Tage unterwegs. Orellana erreichte Trinidad, wo er auf Spanier traf. Von dort reiste er nach Spanien. Vor dem Indienrat musste er sein Vorgehen rechtfertigen. Kronprinz Philipp sprach Orellana frei und die Behörden sprachen ihm Ländereien am Amazonas zu. Dorthin kehrte er 1545 zurück und soll dort mit seinen Begleitern verschollen oder am Sumpffieber gestorben sein.
Gonzalo und seine verbliebenen Männer warteten noch mehrere Wochen, bis dieser den Rückmarsch befahl. Im August 1542 kamen Pizarro und seine Männer schließlich, zerlumpt und halb verhungert, in Quito an. Von den Indianern hatten weniger als die Hälfte und von den Spaniern nur 80 Mann überlebt. Hier erfuhr Pizarro, dass sein Bruder Francisco ermordet worden war und die spanische Krone die Verwaltung übernommen hatte. Sechs Jahre später wurde Gonzalo Pizarro wegen Rebellion exekutiert.
Literarisch wurde die Expedition durch Otto Emersleben bearbeitet („Strom ohne Brücke“).